# مديرية بوتالام
مديرية بوتالام هي مديرية في سريلانكا سريلانكا وتتبع المقاطعة الشمالية الغربية (سريلانكا) . بلغ عدد سكانها 760778  نسمة في 2012 . عاصمتها بوتالام . 